# Autostrada A27 (Włochy)
Autostrada A27 (Autostrada Mestre - Pian di Vedoia) – autostrada w północnych Włoszech. Trasa łączy weneckie lotnisko z autostradą A4 i dalej z Treviso i Belluno. Koncesjonariuszem trasy jest grupa Autostrade per l’Italia.